# 勤美集團
勤美股份有限公司（英語：China Metal Products Co., Ltd.），亦稱勤美集團（CMP GROUP），是1972年9月9日於臺灣成立的跨國公司，總部位於臺北市大安區仁愛圓環上。

## 大事記
- 1972年，成立勤美股份有限公司。
- 1975年－1990年，在台灣陸續建立新竹廠、二廠。
- 1992年，在中國成立「勤美達國際控股有限公司」與建立天津廠。
- 1997年，在中國建立蘇州廠，勤美在台灣上櫃。
- 2000年，勤美在台灣上市 (臺證所：1532)。
- 2001年，在日本成立行銷物流公司。
- 2002年10月14日，成立「璞真建設」（不動產事業部）投入台灣建築業與鋼筋業。
- 2003年，在美國成立行銷物流公司。
- 2004年，勤美達在香港交易所上市。
- 2005年，在中國天津建立勤威廠。
- 2006年，與太子建設合資成立日華資產管理公司收購台中金典酒店。10月收購全國大飯店。
- 2007年，成立商場經營事業部。
- 2008年5月，「勤美誠品綠園道」開幕。
- 2010年，成立「勤美璞真文化藝術基金會」。
- 2012年，「金典綠園道」開幕。
- 2013年，宣佈與洲際酒店集團合作，未來在台中成立該集團等級最高的洲際酒店。[1]
- 2015年，在中國興建新武漢廠，預計2020年三期完工。
- 2017年4月，與洲際酒店集團正式簽約，投資案將分成兩期動工，第一期將建國際飯店（Inter Continental Hotel）、豪宅、教堂與藝術館，第二期建購物中心，基地分別為臺中市西區的勤美術館與全國大飯店址。[2]9月,「金典綠園道-第六市場」開幕，全台第一間百貨公司內的傳統市場。
- 2019年4月，勤美洲際投資案第一期（勤美之森）動工。

## 組織
- 生產事業部：主要為鑄造、銑鐵原料供應、機械加工、汽車等機械零配件生產以及國際倉儲配銷服務。除台灣設有新竹廠、桃園廠外，於中國大陸設有天津廠、蘇州廠（均取得ISO 9002、QS 9000 及TS 16949 認證）及天津勤威廠，設兩家上市公司，勤美（臺灣）及勤美達國際（香港）。
- 大陸生產事業部：勤美達是中國的金屬鑄件製造商之一，主要從事訂製金屬鑄件之設計、開發、製造。主要產品分為汽車部件及零件、機械部件、以及壓縮機部件（主要為家用空調壓縮機及冰箱壓縮機部件）。生產基地設於天津市兩廠及蘇州市一廠，共八條生產線，總年產量約達178,800公噸鑄鐵。目前是公司主要的成長動力。
- 材料事業部：提供銑鐵買賣及鋼筋產銷等業務，現為台灣最大的銑鐵原料供應商。

不動產事業部
- 璞真建設股份有限公司

商場事業部
- 全國物業管理股份有限公司
- 日華金典國際酒店股份有限公司

飯店事業部
- 日華資產管理公司
- 全國大飯店股份有限公司

投資事業
- 銓遠投資股份有限公司

基金會
- 勤美璞真文化藝術基金會

## 外部連結
- 勤美集團 （页面存档备份，存于）（繁體中文）